# Norwich (Nowy Jork)
Norwich – miasto w Stanach Zjednoczonych, w stanie Nowy Jork, w hrabstwie Chenango.